# Сбивание тюрбана
Сбивание тюрбана, аммамепарани (перс. عمامه‌پرانی‎) — вид иранской акции протеста, в ходе которой протестующие сбрасывают тюрбан с головы муллы, чтобы выразить своё отвращение к шиитскому духовенству и тем самым оскорбить его. Обычно протестующий пробегает мимо объекта, сбивает головной убор и продолжает убегать, чтобы избежать задержания. Во время протестов после смерти Махсы Амини в Иране в 2022 году люди снимали это действие на видео и публиковали его в социальных сетях, что приводило к краткой популяризации метода протеста.

## Методология
Сбивание тюрбана вскоре стало рассматриваться как выражение сопротивления женщин духовному истеблишменту, причём женщины, которые заранее спланировали это действие, совершали его, не покрывая волосы, что само по себе наказуемо по закону. Однако участие в этом незаконном действии было целенаправленным и создало прецедент. Сочетание этих двух форм протеста, так же, как и сам отказ женщины покрывать волосы, служит, среди прочего, трём целям. Во-первых, это выражение отказа сотрудничать с иранским теократическим законом. Во-вторых, это выражение гражданского неповиновения иранской полиции нравов, которая во время протестов Махсы Амини была основной целью протестующих. В-третьих, это действие, направленное на повышение внимания к протестам, указание на существование гражданского недовольства, а также содействие вовлечению в таких политически, религиозно и социально противоречивых действиях, вызывающих гнев сторонников статус-кво — некоторые считают, что одежда мусульманского духовенства есть одежда Пророка ислама, и её следует уважать.

## История
Впервые в новейшей истории Ирана тюрбан был сброшен во время триумфа Тегеранской конституционной революции 1909 года, когда Юсуф-Хан сбросил тюрбан шейха Фазлолла Нури в протестующую толпу.
Рухолла Хомейни, основатель Исламской Республики Иран, был первым, кто потребовал снятия тюрбанов с мулл в выступлении против них. Он произнёс его, находясь в изгнании в иракском Наджафе, и уничижительно назвал иранских священнослужителей «придворными муллами» (муллами, которые поддерживали Пехлеви) или «коррумпированными муллами». Он сказал: «Наша молодёжь должна срывать тюрбаны с мулл, которые создают коррупцию в мусульманском обществе во имя исламских юристов. Не нужно их слишком сильно бить, достаточно сбить их тюрбаны».

## Протесты после смерти Махсы Амини
Во время общенациональных протестов иранцев в 2022 году после смерти Махсы Амини сбивание тюрбанов превратилось в политическую кампанию и по состоянию на 3 ноября 2022 года она расширяется. Люди сбивают тюрбаны с духовенства, чтобы заявить, что они недовольны религиозным правительством и лидерами Исламской Республики.

### Реакции
- Муктада ас-Садр, иракский священнослужитель и один из лидеров иракских шиитов, раскритиковал эту акцию и выразил обеспокоенность по поводу её возможного распространения на другие мусульманские страны[16].
- В ответ на «аммамепарани» была запущена параллельная кампания под названием «аммамебуси» (перс. عمامه‌بوسی‎; «поцелуй в тюрбане»)[17]. Некоторые люди в Иране и Ираке целовали тюрбаны мулл в знак уважения к духовенству и публиковали видео своего поступка в социальных сетях[18].